# Выборы в Тамбовскую городскую думу (2020)
Выборы в Тамбовскую городскую думу VII созыва прошли 13 сентября 2020 года в единый день голосования. По итогам выборов победу одержала партия Родина, получившая 44,18 % голосов по партийным спискам и победившая в 17 из 18 одномандатных округах.

## Кампания
На 36 депутатских мандатов Тамбовской городской Думы седьмого созыва претендовало 372 кандидата от шести политических партий.
Отделение Родины в Тамбовской области возглавляет бывший мэр Тамбова Максим Косенков, пользовавшийся большой поддержкой среди населения. Однако, список партии возглавил адвокат Дмитрий Кислинский.

## Результаты

Итоги выборов в думу на диаграмме

| Партия                     | Партия                     | по единому округу       | по единому округу | по единому округу | по одно- мандатным округам | всего         | всего   |
| Партия                     | Партия                     | Голоса                  | %                 | Получено мест     | Получено мест              | Получено мест | %       |
| -------------------------- | -------------------------- | ----------------------- | ----------------- | ----------------- | -------------------------- | ------------- | ------- |
|                            | Родина                     | 34 339                  | 44,18 %           | 9                 | 17                         | 26            | 72,22 % |
|                            | Единая Россия              | 18 292                  | 23,42 %           | 5                 | 1                          | 6             | 23,08 % |
|                            | КПРФ                       | 8206                    | 10,62 %           | 2                 | 0                          | 2             | 5,56 %  |
|                            | ЛДПР                       | 5627                    | 7,21 %            | 1                 | 0                          | 1             | 2,78 %  |
|                            | Справедливая Россия        | 5553                    | 7,14 %            | 1                 | 0                          | 1             | 2,78 %  |
|                            |                            |                         |                   |                   |                            |               |         |
|                            | За правду                  | 2269                    | 2,91 %            | 0                 | 0                          | 0             | 0 %     |
| Действительные бюллетени   | Действительные бюллетени   | 74 286                  | 95,48 %           | —                 | —                          | —             | —       |
| Недействительные бюллетени | Недействительные бюллетени | 3515                    | 4,52 %            | —                 | —                          | —             | —       |
| Всего                      | Всего                      | 79 801                  | 100 %             | 18                | 18                         | 36            | 100 %   |
|                            |                            |                         |                   |                   |                            |               |         |
| Явка                       | Явка                       | &&&&&&&&&&&&&&00.&&&&-0 |                   |                   |                            |               |         |
| Общее число избирателей    | Общее число избирателей    | 238 339                 | 100 %             |                   |                            |               |         |

## Реакция
В региональном отделении Единой России заявили, что Тамбов всегда отличался обилием «критиков власти» и что результаты голосования подтверждают, что выборы прошли прозрачно, демократично и конкурентно.
«К Косенкову хорошо относятся жители города, помнят, каким он был мэром. Вокруг него сформировалась определенная элитная группа. А сам Косенков убеждал людей, что если гордума будет контролироваться «Родиной», то его смогут избрать мэром города», – говорит собеседник. По его словам, рейтинг «Единой России» в городе невысокий – около 25–30%, у «Родины» был меньше, но они вели активную кампанию и сыграл «фактор Косенкова». Еще один собеседник, близкий к региональным властям, какие-либо договоренности опровергает.